# Zhengzhou Open
Zhengzhou Women's Tennis Open — жіночий тенісний турнір, що розігрується на відкритих кортах з твердим покриттям у місті Чженчжоу, КНР з 2014 року, спочатку як турнір ITF, потім як турнір серії WTA 125K у 2017 та 2018 роках. З 2019 року й надалі турнір отримав статус прем'єрного.

## Результати фіналів

### Одиночний розряд
| Рік                       | Чемпіонка                                           | Фіналістка                                          | Рахунок                                             |
| ------------------------- | --------------------------------------------------- | --------------------------------------------------- | --------------------------------------------------- |
| ↓ Турнір ITF ↓            |                                                     |                                                     |                                                     |
| 2014                      | Чжан Кайлінь                                        | Сюй Їфань                                           | 7–5, 6–4                                            |
| 2015                      | Ван Яфань                                           | Дуань Інін                                          | 6–4, 6–4                                            |
| 2016                      | Анастасія Пивоварова                                | Люй Цзінцзін                                        | 6–4, 6–4                                            |
| ↓ турнір серії WTA 125K ↓ |                                                     |                                                     |                                                     |
| 2017                      | Ван Цян                                             | Пен Шуай                                            | 3–6, 7–6(7–3), 1–1 прип.                            |
| 2018                      | Чжен Сайсай                                         | Ван Яфань                                           | 5–7, 6–2, 6–1                                       |
| ↓ Прем'єрний турнір WTA ↓ |                                                     |                                                     |                                                     |
| 2019                      | Кароліна Плішкова                                   | Петра Мартич                                        | 6–3, 6–2                                            |
| 2020-2021                 | Не проводився через пандемію коронавірусної хвороби | Не проводився через пандемію коронавірусної хвороби | Не проводився через пандемію коронавірусної хвороби |
| 2022                      | Не проводився через звинувачення Пен Шуай           | Не проводився через звинувачення Пен Шуай           | Не проводився через звинувачення Пен Шуай           |
| 2023                      | Чжен Ціньвень                                       | Барбора Крейчикова                                  | 2–6, 6–2, 6–4                                       |

### Парний розряд
| Рік                        | Чемпіонки                                           | Фіналістки                                          | Рахунок                                             |
| -------------------------- | --------------------------------------------------- | --------------------------------------------------- | --------------------------------------------------- |
| ↓ Турніри ITF ↓            |                                                     |                                                     |                                                     |
| 2014                       | Чжань Цзіньвей Лян Чень                             | Хань Сіньюн Чжан Кайлінь                            | 6–3, 6–3                                            |
| 2015                       | Хан На Ле Джан Су Чон                               | Лю Чан Чжан Лін                                     | 6–0, 6–3                                            |
| 2016                       | Сюнь Фанін Йоу Сяоді                                | Акгуль Аманмурадова Міхаела Гончова                 | 1–6, 6–2, [10–7]                                    |
| ↓ Турніри серії WTA 125K ↓ |                                                     |                                                     |                                                     |
| 2017                       | Хань Сіньюнь Чжу Лінь                               | Жаклін Како Юлія Глушко                             | 7–5, 6–1                                            |
| 2018                       | Дуань Інін Ван Яфань                                | Наомі Броді Яніна Вікмаєр                           | 7–6(7–5), 6–3                                       |
| ↓ Прем'єрний турнір WTA ↓  |                                                     |                                                     |                                                     |
| 2019                       | Ніколь Меліхар Квета Пешке                          | Яніна Вікмаєр Тамара Зіданшек                       | 6–1, 7–6(7–2)                                       |
| 2020-2021                  | Не проводився через пандемію коронавірусної хвороби | Не проводився через пандемію коронавірусної хвороби | Не проводився через пандемію коронавірусної хвороби |
| 2022                       | Не проводився через звинувачення Пен Шуай           | Не проводився через звинувачення Пен Шуай           | Не проводився через звинувачення Пен Шуай           |
| 2023                       | Габріела Дабровскі Ерін Рутліфф                     | Аояма Сюко Ена Сібахара                             | 6–2, 6–4                                            |